# ثابت العباسي
ثابت محمد سعيد رضا العباسي (مواليد 1963 - نينوى - تلعفر) هو وزير الدفاع العراقي في حكومة محمد شياع السوداني، صوّتَ له مجلس النواب يوم 27 تشرين الأول سنة 2022، ضمن قائمة حركة حسم للإصلاح التي يرأسها. حاصل على شهادة البكالوريوس في العلوم العسكرية، يتقن ثلاث لغات العربية والإنجليزية والتركية.